# Бодљикава прасад Старог света
Бодљикави прасићи Старог света (Hystricidae) су породица глодара из инфрареда Hystricognathi. Насељавају јужну Европу, Левант, већи део Африке, Индију и приобалне области југоисточне Азије. Иако припадају истом инфрареду Hystricognathi као и бодљикави прасићи Новог света, нису им блиско сродни.

## Класификација
Класификација бодљикавих прасића Старог света:
- Род Hystrix
  - Подрод Acanthion
    - Малајско бодљикаво прасе
 (Hystrix brachyura)
    - Сундско бодљикаво прасе
 (Hystrix javanica)

  - Подрод Hystrix
    - Капско бодљикаво прасе
 (Hystrix africaeaustralis)
    - Бодљикаво прасе
 (Hystrix cristata)
    - Индијско бодљикаво прасе
 (Hystrix indica)

  - Подрод Thecurus
    - Борнејско бодљикаво прасе
 (Hystrix crassispinis)
    - Филипинско бодљикаво прасе
 (Hystrix pumila)
    - Суматранско бодљикаво прасе
 (Hystrix sumatrae)
- Род Atherurus
  - Афричко четкорепо бодљикаво прасе
 (Atherurus africanus)
  - Азијско четкорепо бодљикаво прасе
 (Atherurus macrourus)
- Род Trichys
  - Дугорепо бодљикаво прасе
 (Trichys fasciculata)

Изумрли родови:
- Род Sivacanthion †
- Род Xenohystrix †
- Род Miohystrix †